# Pinheyagrion angolicum
Pinheyagrion angolicum is een libellensoort uit de familie van de waterjuffers (Coenagrionidae).
De soort staat op de Rode Lijst van de IUCN als niet bedreigd, beoordelingsjaar 2009.
De wetenschappelijke naam van de soort werd in 1966 als Enallagma angolicum gepubliceerd door Elliot Charles Gordon Pinhey.

## Synoniemen
- Enallagma minutum Ris, 1931 (nec Selys, 1857
- Enallagma risi Pinhey, 1962 (nec Schmidt, 1961
- Enallagma moremi Balinsky, 1967
- Enallagma schmidti Steinmann, 1997